# Winkler József (labdarúgó)
Winkler József (Budapest, 1898. június 11. – ?) válogatott labdarúgó, kapus, csatár, labdarúgóedző. Testvér Winkler Róbert szintén válogatott labdarúgó volt. A sportsajtóban Winkler I néven volt ismert.

## Pályafutása

### Klubcsapatban
Az MTK labdarúgója volt, ahol négy bajnoki címet szerzett a csapattal. Magas termetű, de nehézkes mozgású technikás játékos volt. Eleinte kapusként játszott az MTK-ban, de csatárként lett válogatott. 1920-ban a svájci Young Boys csapatához igazolt.

### A válogatottban
1916 és 1925 között négy alkalommal szerepelt a magyar labdarúgó-válogatottban és egy gólt szerzett.

## Sikerei, díjai
- Magyar bajnokság
  - bajnok: 1916–17, 1917–18, 1918–19, 1919–20

## Statisztika

### Mérkőzései a válogatottban
| Magyarország | Magyarország      | Magyarország                    | Magyarország  | Magyarország | Magyarország | Magyarország | Magyarország | Magyarország |
| #            | Dátum             | Helyszín                        | Hazai         | Eredmény     | Vendég       | Kiírás       | Gólok        | Esemény      |
| ------------ | ----------------- | ------------------------------- | ------------- | ------------ | ------------ | ------------ | ------------ | ------------ |
| 1.           | 1916. május 7.    | Bécs, WAC-Platz                 | Ausztria      | 3 – 1        | Magyarország | barátságos   | -            |              |
| 2.           | 1919. november 9. | Budapest, Hungária körúti pálya | Magyarország  | 3 – 2        | Ausztria     | barátságos   | -            |              |
| 3.           | 1925. július 12.  | Stockholm                       | Svédország    | 6 – 2        | Magyarország | barátságos   | -            |              |
| 4.           | 1925. július 19.  | Krakkó, Wisla-pálya             | Lengyelország | 0 – 2        | Magyarország | barátságos   | 1            | 59'          |
|              | Összesen          |                                 |               | 4            | mérkőzés     |              | 1            | gól          |